# Xanthorhoe lacticolor
Xanthorhoe lacticolor là một loài bướm đêm trong họ Geometridae.